# Pseudopostega brevivalva
Pseudopostega brevivalva là một loài bướm đêm thuộc họ Opostegidae. Nó được miêu tả bởi Donald R. Davis và Jonas R. Stonis, 2007. Nó được tìm thấy ở Costa Rica.
Chiều dài cánh trước khoảng 2–2.8 mm. Con trưởng thành bay vào tháng 2, tháng 4 và tháng 7.